# CZ.NIC
CZ.NIC ist eine privatrechtliche Organisation mit Sitz in Prag, die 1998 gegründet wurde und als Network Information Center, das heißt als Verwalter der länderspezifischen Top-Level-Domain .cz sowie der ENUM-Domain 0.2.4.e164.arpa fungiert. Seit Januar 2004 gehört CZ.NIC außerdem der EURid als assoziiertes Mitglied an.

## Geschichte
Zunächst wurde .cz durch EUNet Czechia betrieben. Erst im Mai 1998 wurde CZ.NIC als juristische Person ins Leben gerufen, um eine unabhängige Stelle für die Entwicklung der Top-Level-Domain zu etablieren.:4 Vergleichbar mit der deutschen DENIC wurde CZ.NIC zunächst als Zusammenschluss mehrerer Internet-Service-Provider organisiert, welche die Organisation teilweise finanzieren und Vertreter in die entsprechenden Gremien wie den Aufsichtsrat entsenden. Allerdings ist ihr Anteil in den letzten Jahren kontinuierlich auf letzt 25 Prozent gesunken, die Mehrheit der Mitglieder (57 Prozent 2012) stellen mittlerweile reguläre Domain-Inhaber.:50
Am 20. September 2006 nahm CZ.NIC den Testbetrieb von ENUM auf, der schon Januar 2007 für die Öffentlichkeit freigegeben wurde. Mit dieser Technologie konnten Domains mit Telefonnummern verknüpft werden. Zwei Jahre später waren nach offiziellen Angaben bereits 4.834 ENUM-Domains registriert, die theoretisch auf bis zu 664.399 Nummern abgebildet wurden. Das Verfahren wird durch die ortsansässigen Telekommunikationsunternehmen IPEX, CL-NET und NETWAY offiziell unterstützt.
2007 stellte CZ.NIC seine Systeme auf die sogenannte Distributed Next Generation Domain Administration um. Dabei handelt es sich nach eigener Aussage um ein Programm, das Anmeldungen und Änderungen an .cz-Domains besser handhaben kann und der Software anderer Vergabestellen ähnelt. Außerdem sollte dadurch die Einführung internationalisierter Domainnamen unter der Top-Level-Domain vorbereitet werden, die später jedoch mehrheitlich abgelehnt wurde. Zuletzt sprach man sich 2008 aufgrund technischer Bedenken bezüglich der Erreichbarkeit und Stabilität des Domain Name Systems gegen entsprechende Adressen aus.
Im Juni 2010 veröffentlichte CZ.NIC erstmals eine umfangreiche Statistik über seine Top-Level-Domain. Demnach gab es im Jahr 2009 insgesamt etwa 630.000 Domains, von denen 87 Prozent auf einen männlichen Inhaber und nur 13 Prozent auf Frauen angemeldet waren. Insgesamt fünf Personen besitzen jeweils mehr als 1.000 Adressen, die Stadt mit den meisten Anmeldungen war Prag. Die am häufigsten verwendete Länge sind acht bis neun Zeichen, alle Kurz- und Zifferndomains mit einem oder zwei Zeichen waren vollständig vergeben.

## Sonstiges
Im Vergleich zu anderen Network Information Centern ist CZ.NIC immer wieder dadurch aufgefallen, sich besonders um die Sicherheit seiner Top-Level-Domain zu kümmern. Beispielsweise wurde erst im August 2013 unter der Bezeichnung Website Scanner ein Onlinedienst vorgestellt, mit dessen Hilfe Webanwendungen auf Schwachstellen getestet werden können. Weiters wird das Forschungsprojekt HaaS (englisch Honeypot as a Service) betrieben, um mit Hilfe von Honeypots beispielsweise für die Secure Shell (SSH) Daten über Angriffsmuster zu sammeln und auszuwerten, um so automatisierte Angriffe möglichst vorzeitig erkennen zu können. Außerdem fungiert die CZ.NIC auf Wunsch als außergerichtliche Schlichtungsstelle, die im Streit zwischen zwei Parteien um eine oder mehrere Domains vermittelt. Auf der Website der CZ.NIC werden Urteile zur .cz-Domain gesammelt, die sämtlich auch ins Englische übersetzt wurden.
Ferner beteiligt sich CZ.NIC an diversen Open-Source-Projekten, wie zum Beispiel einer freien Nameserver-Software und an dem als Open-Hardware ausgeführten Netzwerkrouter Turris Omnia. Der von CZ.NIC entwickelte Nameserver trägt die Bezeichnung Knot DNS und wurde im Herbst 2011 als Alternative zu BIND vorgestellt.